# Maladera magnicornis
Maladera magnicornis är en skalbaggsart som beskrevs av Moser 1920. Maladera magnicornis ingår i släktet Maladera och familjen Melolonthidae. Inga underarter finns listade i Catalogue of Life.